# Албания на «Евровидении-2005»
Албанию на конкурсе песни «Евровидение 2005» представила Ледина Село с песней «Neser shkoj» под 8 номером и, набрав 53 балла, заняла 16 место в финале. Она была выбрана путём национального отбора. Выступление страны на конкурсе стало вторым для Албании.

## Исполнитель
Ледина Чело — албанская певица, модель, телеведущая и продюсер. Родилась 9 февраля 1977 года. Окончила Художественную школу Жордан Мисья и отделение классической музыки в Академии искусств.

## Национальный отбор
Национальный отбор проходил в три этапа: два полуфинала и финал. Ледина Чело заняла первое место в финале отбора.

## Финал

### Выступление
Бэкграунд сцены был выполнен в красно-алых тонах, также были оформлены костюмы Ледины Чело и танцевальной группы. Балет на протяжении всего выступления играл на различных инструментах.

### Голосование
Так как предыдущая представительница Албании Анджеза Шахини вошла в десятку лучших в финале конкурса «Евровидение 2004», то Ледина Чело, минуя полуфинал, выступила сразу в финале. Высший балл дала Македония.
| Голоса за исполнителя Албании в финале | Голоса за исполнителя Албании в финале |
| -------------------------------------- | -------------------------------------- |
| Оценка                                 | Страна                                 |
| 12                                     | Македония                              |
| 10                                     | Греция, Швейцария                      |
| 8                                      | Сербия                                 |
| 7                                      | —                                      |
| 6                                      | —                                      |
| 5                                      | Босния и Герцеговина                   |
| 4                                      | —                                      |
| 3                                      | Австрия                                |
| 2                                      | Хорватия, Турция                       |
| 1                                      | Франция                                |

| Голоса телезрителей Албании в финале | Голоса телезрителей Албании в финале |
| ------------------------------------ | ------------------------------------ |
| Оценка                               | Страна                               |
| 12                                   | Греция                               |
| 10                                   | Македония                            |
| 8                                    | Турция                               |
| 7                                    | Кипр                                 |
| 6                                    | Сербия                               |
| 5                                    | Румыния                              |
| 4                                    | Мальта                               |
| 3                                    | Израиль                              |
| 2                                    | Хорватия                             |
| 1                                    | Франция                              |

## Сайты
- Официальный сайт конкурса «Евровидение» (англ.). Дата обращения: 17 марта 2009. Архивировано 2 февраля 2012 года.